# 俠盜獵車手 (遊戲)
《俠盜獵車手》（又译作），是由一間蘇格蘭公司DMA Design（現稱Rockstar North）設計，並由ASC Games在1997年至1998年推出。遊戲原名叫做Race N Chase。玩家在遊戲中扮演著一個壞人在城市中活動。遊戲裡面有一些任務，例如搶劫銀行、殺人等。

## 外部連結
- 遊戲官方網站 （页面存档备份，存于）（英文）